# Hilde Radusch
Hilde Radusch (Altdamm, 6 de novembro de 1903 – Berlim, 2 de agosto de 1994) foi uma ativista política alemã (KPD, SPD) que se envolveu na resistência antifascista. À medida que o século XX avançava, ela se tornou cada vez mais proeminente como ativista feminista e lésbica.
Ao longo de sua vida, Radusch manteve um diário. Acessados por pesquisadores após sua morte, seus próprios escritos forneceram um comentário perspicaz e, às vezes, envolventemente lacônico, sobre sua vida agitada.

## Biografia
Hilde Radusch nasceu em Altdamm, do outro lado do rio de Estetino, mas a família mudou-se quando ela ainda era jovem para Weimar, no centro-sul da Alemanha. Seu pai era um funcionário dos correios que em 1915 foi morto na Primeira Guerra Mundial, mas naquela época ele havia incutido em sua filha um espírito de independência e determinação que tornou o relacionamento às vezes difícil com sua mãe viúva durante sua adolescência. Quando ela tinha dezoito anos, Radusch saiu de casa e foi para Berlim, onde conseguiu uma vaga de treinamento no Instituto de Treinamento Pestalozzi-Fröbel. Ela surgiu em 1922 com uma qualificação em cuidados e educação infantil.
1922 foi o ano em que ela se juntou aos Jovens Comunistas. Em 1924, junto com Hedwig Remmele, ela estava liderando a recém-fundada Associação Vermelha de Mulheres e Meninas de Berlim ("Roten Frauen- und Mädchenbunde"), também escrevendo artigos para o jornal do movimento, "Die Frauenwacht" ("Vigilância das Mulheres"). No entanto, não encontrando oportunidades de emprego para comunistas em cuidados infantis, ela conseguiu um emprego em 1923 como operadora de mesa telefônica nos correios. Foi enquanto trabalhava nos correios que Radusch conheceu Maria, descrita em uma fonte como "sua primeira namorada", e em algum momento as duas foram morar juntas. Radusch continuou trabalhando nos correios até 1930.

Em seu primeiro emprego em tempo integral, como atendente dos correios.
"Era um trabalho respeitável, não muito bem remunerado, mas mesmo assim, como pensávamos, era um trabalho para a vida toda.."
"Es war eine respektable Arbeit, nicht aufregend viel Geld, aber etwas fürs ganze Leben, so dachten wir jedenfalls."
Hilde Radusch (conforme citada por Claudia Schoppmann)

Sobre o término com sua "primeira namorada" em 1933
"Nossa relação teve que acabar, porque de repente Maria odiava os comunistas."
"Aus unserer Verbindung konnte dann nichts mehr werden, denn Maria hasste plötzlich die Kommunisten."
Hilde Radusch (conforme citada por Claudia Schoppmann)

Em 1924, ela se juntou ao Partido Comunista, e de 1929 a 1932, Radusch serviu como vereadora do Partido Comunista em Berlim. Em 1932, ela não foi mais listada como candidata comunista para as eleições do conselho municipal, devido ao impacto escandaloso de sua relutância em esconder sua vida privada lésbica.
Em 1931, Radusch se juntou ao sindicato alternativo "especial" de trabalhadores postais do Partido Comunista. As cópias de seus relatórios implicam uma crença em Moscou de que ela poderia possuir experiência que seria útil para o desenvolvimento de um serviço postal soviético. Em setembro de 1932, ela viajou para a União Soviética como parte de uma delegação do Partido Comunista Alemão, "visitando a operação postal soviética". Junto com Moscou, a visita, que durou vários meses, incluiu Leningrado e Odessa. Em janeiro de 1933, o cenário político foi transformado quando o Partido Nazista assumiu o poder e converteu a Alemanha em uma ditadura de partido único . A atividade política –  exceto em apoio ao Partido Nazista –  tornou-se ilegal. No final de fevereiro de 1933, o incêndio do Reichstag foi imediatamente atribuído aos comunistas e, em março de 1933, aqueles identificados como comunistas começaram a ser presos. No final de março de 1933, Radusch mudou-se da casa que dividia com sua companheira Maria para proteger a posição desta. Maria ainda trabalhava nos correios, o que a tornava uma "servidora pública": acreditavam que seu emprego estaria em risco se ela vivesse em pecado com um ex-vereador comunista.

Ao ser levado sob "custódia protetora" em 1933
"Num certo sentido, tornámo-nos heróis, porque ao sermos presas pelos nazis fomos “reconhecidas” como adversárias políticas."
"In gewisser Weise kamen wir uns als Helden vor, weil wir durch die Haft von den Nazis als politische Gegner 'anerkannt' wurden."
Hilde Radusch (conforme citada por Claudia Schoppmann)

Sobre o amor em uma cela de prisão em 1933
"O amor na prisão não é divertido. Ao lado da nossa cela ficava a sala de estar dos agentes penitenciários. Uma expressão alta no silêncio da noite, ou um suspiro, significava 'o porão', que era um bunker com punição extra e confinamento solitário."
"Ein Vergnügen ist die Liebe in Gefangenschaft nicht. Neben unserer Zelle war der Aufenthaltsraum der Beamtin. Ein lautes Wort in der völlig stillen Nacht, ein Seufzer hätte Keller, das heißt Bunker mit Strafverschärfung und Einzelhaft bedeutet."
Hilde Radusch (conforme citada por Claudia Schoppmann)

Radusch estava em casa, vinda da União Soviética, em março de 1933, e às 6 da manhã de 6 de abril de 1933, as autoridades a prenderam em conexão com seu Partido Comunista e outras atividades de "resistência". Ela foi convidada a assinar um registro impreciso de seu interrogatório inicial, que equivalia a uma confissão de culpa. Quando se recusou a assinar, foi informada por seus interrogadores da Gestapo de que seria levada sob "custódia protetora" ("Schutzhaft"). Ela foi levada, em primeira instância, para a delegacia de polícia em Alexanderplatz, onde foi uma das 36 mulheres colocadas em uma sala. Duas das detidas anunciaram imediatamente que eram massagistas e começaram a se massagear, mas rapidamente foram separadas. Depois de um mês, ela acabou na prisão feminina da Rua Barnim, junto com cerca de 200 outras "políticas". Ao contrário daquelas identificadas como "criminosas", as "políticas" não foram mantidas em confinamento solitário. Um caso com um colega de cela tornou a detenção mais fácil de suportar, mas ser alocado numa cela de paredes finas posicionada ao lado da sala de estar dos guardas era, em alguns aspectos, inibidor.
No final de setembro de 1933, ela foi libertada com vários outros detidos identificados como "políticos" e transferida para o centro de Berlim, onde foi colocada sob vigilância de Gestapo. Seu histórico político dificultou sua busca por emprego, mas ela conseguiu um emprego na Siemens, onde pôde prosseguir com seu "trabalho partidário ilegal" dentro da empresa.
Em 1939, ela conheceu Else "Eddy" Klopsch, que se tornou sua companheira de vida. Uma das muitas conquistas de Eddy foi conquistar a confiança da mãe de Radusch, que aprovou que sua filha "se estabelecesse". A partir de 1941, Hilde e Eddy administraram um pequeno restaurante. Inicialmente, seu pedido de licença para restaurante foi recusado sob pressão da SS local (a ala quase militar do Partido Nazista), que considerou Radusch "politicamente insegura", mas eventualmente encontraram um local e abriram uma "loja", registrada em nome do Sr. Klopsch (pai de Eddy). O negócio estava localizado no bairro de Scheunen, em Berlim, e continha muitos móveis adequados para o restaurante, que haviam sido deixados pelos ocupantes anteriores. Como muitos estabelecimentos no bairro de Scheunen, sua loja pertencia a judeus que haviam se mudado. Eles nunca obtiveram permissão oficial para administrar a loja como um restaurante. No entanto, todas as lojas do bairro eram obrigadas a exibir uma placa de "Proibido aos judeus" ("Für Juden verboten!") na vitrine, e na vitrine do Sr. Klopsch, em frente a essa placa, foi colocado, sem explicação, um cardápio de restaurante. O restaurante mais tarde se tornou um refúgio para "ilegais" quando a liderança clandestina do Partido Comunista retomou o contato com Radusch e começou a enviar suas mulheres libertadas da detenção para serem escondidas e cuidadas. Radusch e Klopsch nem sempre tiveram sucesso nessas tarefas difíceis: eles não conseguiram salvar Henny Lemberg, uma comunista judia confiada aos seus cuidados e de quem fizeram amizade, de ser deportada para um campo de extermínio.
A tentativa de assassinar Hitler em 20 de julho de 1944 falhou em seu objetivo principal, mas perturbou muito a liderança nazista. Alguns anos antes, os nazistas haviam compilado uma lista de políticos e ativistas comunistas e socialistas dos anos de Weimar que poderiam ser presos em caso de deterioração da situação política interna. Em 1944, a lista estava um tanto desatualizada, muitos dos nomeados nela haviam sido assassinados ou morreram de causas naturais, mas Hilde Radusch, cujo nome também estava na lista, estava viva e, nessa época, trabalhava em um banco. A prisão em massa de oponentes políticos foi implementada durante a noite de 22/23 de agosto de 1944. Felizmente, Eddy Klopsch tinha um amigo no serviço policial que alertou as mulheres sobre as intenções do governo, e elas conseguiram escapar a tempo de evitar a captura. Eles passaram o resto da guerra escondidos num grande galpão de loteamento em Prieros, uma aldeia situada numa zona rural pantanosa entre Berlim e Cottbus, que estava, para a maioria dos propósitos, longe dos caminhos mais conhecidos, e onde tinham comprado um pedaço de terra quando se juntaram pela primeira vez em 1940. Eles tinham-no usado em 1943 para esconder Erna Hackbarth, a parceira de Richard Stahlmann, depois de ter conseguido escapar de um campo de concentração. No entanto, eles tiveram que sobreviver lá sem nenhum cupom de racionamento. Houve ocasiões em que Radusch conseguiu trocar um lençol por carne. Às vezes, eles conseguiam encontrar lenha para se aquecer na floresta e aprenderam a preparar um substituto do tabaco a partir de amoras. No entanto, quando Berlim foi libertada pelo Exército Vermelho em abril/maio de 1945, eles estavam morrendo de fome.

Dúvidas sobre a Festa em 1945
"Será possível alcançar o objetivo do socialismo por um mau caminho totalitário? O fim realmente justifica os meios?"
"Kann man das Ziel des Sozialismus auf einem schlechten, totalitären Weg erreichen? Heiligt wirklich der Zweck die Mittel?"
Hilde Radusch (conforme citada por Claudia Schoppmann)

Sobre sua expulsão do Partido em 1946
"Isso realmente acabou com todas as ilusões (...) parte do sonho da [minha] vida foi destruída"
"Es war wirklich das Ende aller Illusionen (...) ein Stück Lebenstraum war zerbrochen."
Hilde Radusch (conforme citada por Claudia Schoppmann)

O fim da guerra encontrou toda a porção central do que havia sido a Alemanha administrada como zona de ocupação soviética. Radusch se lançou no vasto esforço de reconstrução. De junho de 1945 a fevereiro de 1946, ela foi empregada no departamento distrital "Vítimas do Fascismo" do governo distrital de Schöneberg, processando pedidos de alimentos e roupas de emergência. Em 1946, ela foi co-instigadora de um projeto de "resgate de crianças" ("Rettet die Kinder"). Ao mesmo tempo, vendo o comunismo soviético chegando à Alemanha com o Exército Vermelho, ela começou a nutrir dúvidas sobre o Partido Comunista, que havia sido o foco de sua política por mais de vinte anos. Ela tomou a decisão de renunciar e tornou sua intenção conhecida. Em janeiro de 1946, a liderança local do partido antecipou sua renúncia e a expulsou, usando seu relacionamento lésbico para justificar a mudança. Ela foi bombardeada com cartas ameaçadoras e denunciou-a aos seus empregadores na prefeitura. Quando foi ver seu chefe para esclarecer as coisas, encontrou um grosso arquivo pessoal, contendo declarações de três importantes comunistas, denunciando-a como lésbica, razão pela qual ela não deveria mais ser empregada em um cargo público. Os sujeitos conseguiram o que queriam e, em fevereiro de 1946, ela perdeu o emprego. A privação da guerra havia cobrado seu preço e, agora, ela sofria de artrite reumatoide. Alguns anos depois, ela foi forçada a se aposentar antecipadamente, sustentada por uma pensão escassa.
Em 1948, ela se juntou ao Partido Social-Democrata (SDP), já bastante emaciado na zona de ocupação soviética. Seu parceiro, Eddy, seis anos mais novo que ela, era fisicamente deficiente antes de se conhecerem, sendo sua condição suficiente para justificar uma pequena pensão por invalidez. Eddy comprou uma loja de bugigangas. Apesar da saúde precária de que ambos sofriam, a loja os sustentou até 1960, quando Eddy morreu de câncer. O luto atingiu Hilde Radusch duramente.
A década de 1970 trouxe uma nova onda de feminismo, e Radusch juntou-se a ela. Ela foi cofundadora do L74, um grupo berlinense de lésbicas mais velhas. Tornou-se editora do Our Little Newspaper ( Unserer Kleinen Zeitung /UKZ), descrito por uma fonte como o primeiro jornal lésbico após a Segunda Guerra Mundial. Poucos anos depois, ela foi cofundadora do Centro de Pesquisa, Educação e Informação para Mulheres (Frauenforschungs-, -bildungs- und -informationszentrum - FFBIZ).
Em 2012, um memorial foi erguido na esquina da Eisenacher Straße (Rua Eisenach) com a Winterfeldtstraße (Rua Winterfeld), composto por três placas dedicadas a ela. É o primeiro memorial público em Berlim em homenagem a uma vítima lésbica da perseguição nazista.